# John Campbell (narciarz)
John Campbell (ur. 2 listopada 1962) – narciarz alpejski pochodzący z Wysp Dziewiczych USA.
Brał udział w igrzyskach w 1992 w następujących konkurencjach:
- supergigant (74. miejsce)
- slalom gigant (62. miejsce)
- slalom (nie ukończył)

Wygrał National Masters Alpine Ski Championship 2013 w slalomie gigancie w kategorii 50-54 lat.
Jego córka Jasmine także uprawia narciarstwo alpejskie i startowała na igrzyskach olimpijskich w 2014. Jest trenowana przez swojego ojca. Ma także dwóch synów, Rossa i Ryana.